# Злоценец
Злоценец (пол. Złocieniec), (кашуб. Walczembórch), Фалькенбург (нем. Falkenburg) — город в Польше, входит в Западно-Поморское воеводство, Дравский повят. Имеет статус городско-сельской гмины. Занимает площадь 32,28 км². Население — 13 265 человек (на 2013 год).

## Международное сотрудничество
Города-побратимы Злоценеца:
- Бад-Зегеберг, Германия

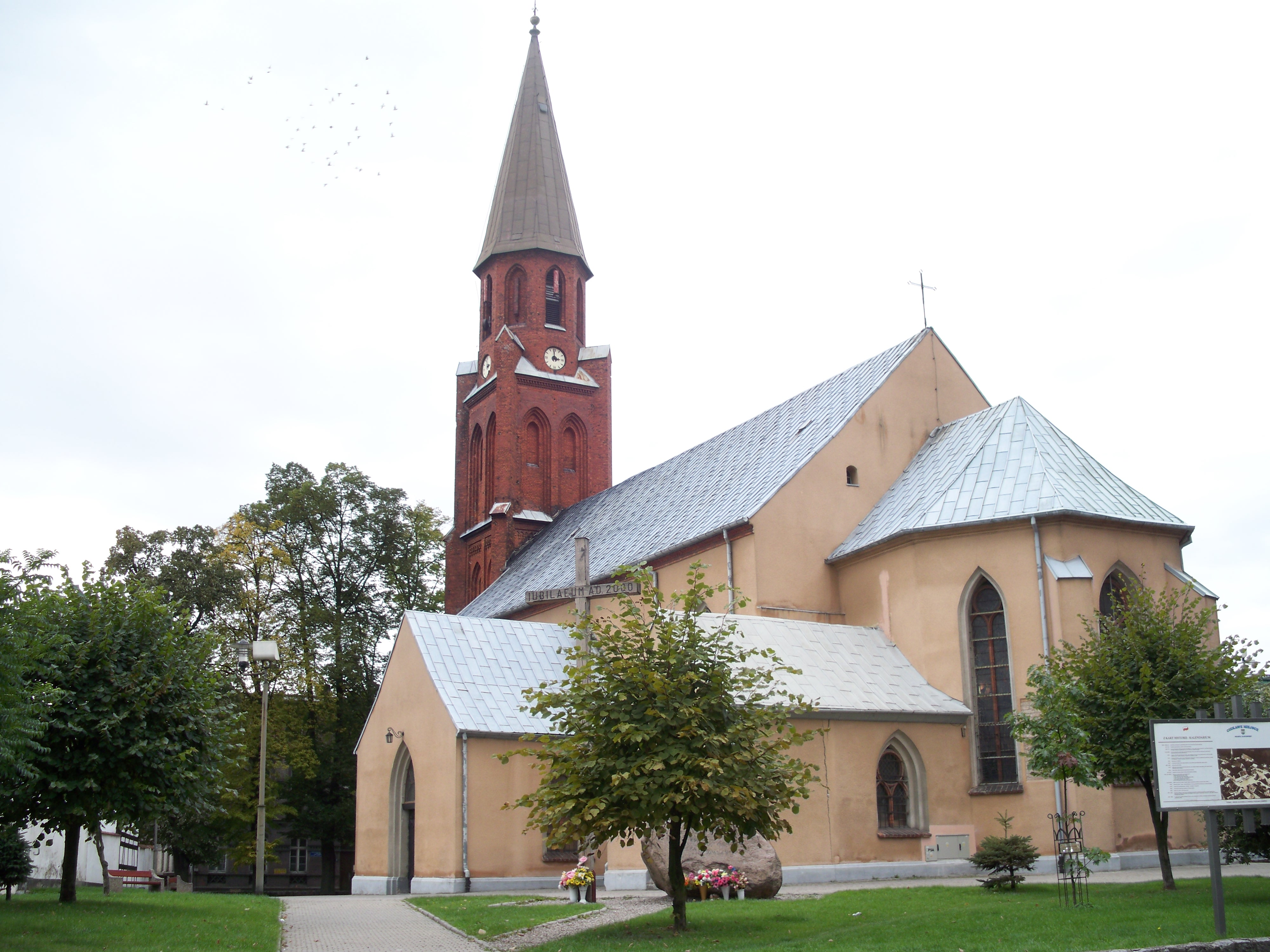
Костёл Вознесения в Злоценеце

- Дравско-Поморске, Польша
- Козеров, Германия
- Пыжице, Польша

## Известные личности
Уроженцы Фалькенбурга
- Отто Найтцель  (1852–1920) — немецкий пианист, композитор, музыкальный писатель и педагог.
- Ульрих Хаупт  (1887–1931) — немецкий киноактёр
- Отто Годес (1896–1945) — нацистский функционер, руководитель образовательного управления НСДАП и Германского трудового фронта[2].

Уроженцы Злоценеца
- Мариуш Румак (р.1977) — польский футболист и тренер